# Красный Конь (Тульская область)
Красный Конь — опустевшая деревня в Чернском районе Тульской области в составе Северного сельского поселения.

## География
Находится в юго-западной части Тульской области на расстоянии приблизительно 7 км на восток по прямой от поселка Чернь, административного центра района.

## История
В 1926 году здесь было отмечено 115 дворов, в конце 1930-х годов — 39.

## Население
Постоянное население составляло 543 человека (1926 год), 0 как в 2002 году, так и в 2010.